# Soňa
Soňa ist die tschechische und slowakische Form des weiblichen Vornamens Sonja. Der Name stammt aus dem russischen Соня, eine russische Form von Sofia.

## Namensträgerinnen
- Soňa Bernardová (* 1976), tschechische Synchronschwimmerin
- Soňa Červená (1925–2023), tschechische Opernsängerin in der Stimmlage Alt und Schauspielerin
- Soňa Mihoková (* 1971), slowakische Biathletin
- Soňa Norisová (* 1973), slowakische Schauspielerin
- Soňa Nováková-Dosoudilová (* 1975), tschechische Volleyball- und Beachvolleyballspielerin